# Ефимов, Сергей Дмитриевич (футболист)
Серге́й Дми́триевич Ефи́мов (15 октября 1987, Пушкино, Московская область, СССР) — российский футболист, защитник; тренер.

## Карьера

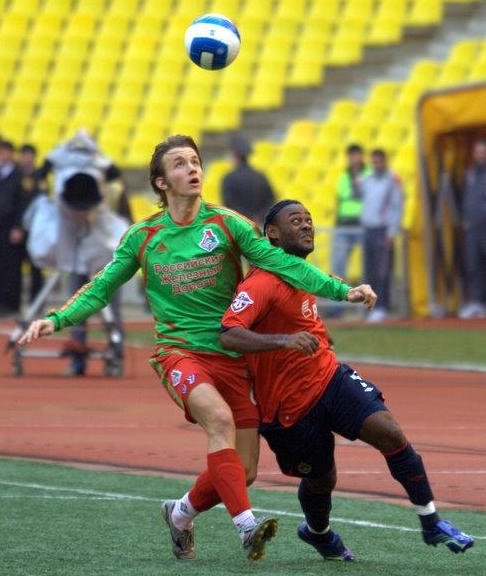
Ефимов (слева) в борьбе с Вагнером Лавом

Воспитанник футбольной школы московского «Локомотива».
В марте 2007 года дебютировал в основном составе клуба в матче премьер-лиги. Уже после двух сыгранных за основу матчей Сергей Ефимов был вызван в национальную сборную России перед матчем с Эстонией (27 марта), однако на поле не вышел. С марта 2008 года был травмирован, в августе был готов играть, но на тренировке получил повторно травму. Не попал в заявку «Локомотива» на 2008 сезон. В начале марта 2010 года на сборе «Локомотива» получил разрыв крестообразной связки правого колена, однако после операции в итальянской клинике и прохождения курса реабилитации в Риме залечил травму меньше чем за четыре месяца и в начале июля уже тренировался вместе с остальными игроками «Локомотива», а в конце июля вместе с Александром Минченковым был отдан в аренду «Динамо» Брянск, которое возглавлял Сергей Овчинников. Ефимов посчитал такое решение «Локомотива» оптимальным, сказав, что нуждается в игровой практике после травмы, но играть за молодёжную команду «Локомотива» на синтетическом газоне не может. 26 июля Ефимов и Минченков вышли в стартовом составе «Динамо» в товарищеском матче против «Локомотива», завершившемся вничью — 0:0, а 2 августа провели первый матч за «Динамо» в первом дивизионе против ярославского «Шинника». Оба отыграли весь матч, а «Динамо» проиграло — 0:1. Первую половину сезона 2011 провел во втором «Локомотиве», в июле подписал контракт с клубом «Химки».
До 2020 года работал тренером в академии «Локомотива», после чего был назначен помощником главного тренера молодёжной команды «Локомотива».

## Достижения
«Локомотив» (Москва)
- Обладатель Кубка России (1): 2007